# John Truscott
John Truscott (ur. 23 lutego 1936  w Melbourne, zm. 5 stycznia 1993 tamże) – australijski kostiumograf i scenograf filmowy. Podwójny laureat Oscara za najlepsze kostiumy i scenografię do filmu Camelot (1967) Joshuy Logana. Z tym samym reżyserem współpracował później jeszcze przy kolejnym filmie Pomaluj swój wóz (1969).
W życiu prywatnym przez 13 lat był w związku z Sheilą Scotter, projektantką mody i założycielką australijskiej wersji magazynu "Vogue". Utrzymywała ona, że Truscott był biseksualistą, a w czasie prac nad filmem Camelot miał romans z brytyjską aktorką Vanessą Redgrave.